# 전주시립도서관
전주시립도서관은 전북특별자치도 전주시 소재의 도서관이다.

## 연혁
- 1949년 12월 전라북도 도립도서관으로 개관.
- 1963년 3월 전주시립도서관으로 개칭.
- 1977년 현 KT 전주지사 위치로 확장 이전.
- 1980년 4월 전주시립 중앙도서관(현 금암도서관) 신축 개관.
- 1984년 2월 경원분관으로 본관으로 통합.
- 1989년 6월 전주시립도서관으로 개칭.
- 1989년 11월 8일 전주시립도서관(현 본관) 신축 개관.
- 1996년 12월 인후도서관 개관.
- 2001년 2월 삼천도서관 개관.
- 2005년 12월 26일 송천도서관 개관.
- 2008년 12월 2일 서신도서관 개관.
- 2011년 9월 27일 평화도서관 개관.
- 2013년 3월 20일 아중도서관 개관.
- 2014년 4월 쪽구름도서관 개관.
- 2015년 5월 건지도서관 개관.
- 2016년 8월 효자도서관 개관.
- 2019년 12월 전주시립도서관 꽃심 개관.

## 덕진구

### 금암도서관
기본 정보
- 위치: 전북특별자치도 전주시 덕진구 거북바우로 13
- 개관일: 1980년 4월

시설현황
- 자료실: 일반자료실, 전자정보실, 아동실, 정기간행물실, 이동도서관 운영
- 열람실: 자유열람실(무료), 연구실(유료)
- 부대시설: 교양교실, 식당, 매점

이용 시간
- 자료실: 화~금요일: 09:00~19:00(아동실, 전자정보실은 18시까지), 토, 일요일: 09:00~17:00
- 열람실: 3월~수능일: 07:00~23:00(주말, 공휴일 22시까지, 수능일~2월: 08:00~22:00(수능 당일 도서관 10시 개방)

휴관일
매주 월요일, 법정공휴일은 자료실만 휴무, 신정, 설날, 추석 당일은 도서관 전체 휴관

### 인후도서관
기본 정보
- 위치: 전북특별자치도 전주시 덕진구 안덕원로 349
- 개관일: 1996년 12월

시설현황
- 자료실: 종합자료실, 보존자료실, 정기간행물실, 전자정보실, 간행물/신문보존실, 아동실, 다문화자료실
- 열람실: 자유열람실(무료), 연구실(유료)
- 부대시설: 교양교실, 도예교실, 회의실, 강당, 식당/매점 등

이용 시간
- 자료실: 화~금요일: 09:00~19:00(아동실, 전자정보실은 18시까지), 토, 일요일: 09:00~17:00
- 열람실: 3월~수능일: 07:00~23:00(주말, 공휴일 22시까지, -수능일~2월: 08:00~22:00(수능 당일 도서관 10시 개방)

휴관일
매주 월요일, 법정공휴일은 자료실만 휴무, 신정, 설날, 추석 당일은 도서관 전체 휴관

### 송천도서관
기본 정보
- 위치: 전북특별자치도 전주시 덕진구 솔내로 212
- 개관일: 2005년 12월 26일

시설현황
- 자료실: 일반자료실, 정기간행물실, 전자정보실, 유아실, 아동실
- 열람실: 자유열람실
- 부대시설: 강의실, 휴게실, 식당/매점, 회의실 등

이용 시간
- 자료실: 화~금요일 09:00~22:00(전자정보실 포함, 아동실 18시까지)
- 열람실: 3월~수능일: 07:00~23:00(주말, 공휴일 22시까지, 수능일~2월: 08:00~22:00(수능 당일 도서관 10시 개방)

휴관일
매주 월요일, 법정공휴일은 자료실만 휴무, 신정, 설날, 추석 당일은 도서관 전체 휴관

### 아중도서관
기본 정보
- 위치: 전북특별자치도 전주시 덕진구 무삼지2길 7
- 개관일: 2013년 3월 20일

시설현황
- 자료실: 유아자료실, 어린이자료실, 일반자료실, 전자정보실
- 부대시설: 어르신열람실, 창의교육관, 창의체험관, 세미나실, 강당, 수유실, 휴게실, 식당/매점 등

이용 시간
- 자료실: 화~금요일 09:00~22:00(전자정보실 포함, 어린이실 18시까지) 주말 09시~17시
- 열람실(3층 학습공간): 3월~수능일: 07:00~22:00( 수능일~2월: 08:00~22:00(수능 당일 도서관 10시 개방)

휴관일
매주 월요일, 법정공휴일은 자료실만 휴무, 신정, 설날, 추석 당일은 도서관 전체 휴관

### 건지도서관
기본 정보
- 위치: 전북특별자치도 전주시 덕진구 호성로 25
- 개관일: 2015년 4월

시설현황
- 자료실: 종합자료실, 멀티미디어실, 아동실, 유아실
- 열람실: 자유열람실
- 부대시설: 강의실, 수유실, 휴게실(정기간행물실) 등

이용 시간
- 자료실: 화~금요일: 09:00~19:00(아동실, 전자정보실은 18시까지), 토, 일요일: 09:00~17:00
- 열람실: 3월~수능일: 07:00~23:00(주말, 공휴일 22시까지, 수능일~2월: 08:00~22:00(수능 당일 도서관 10시 개방)

휴관일
매주 월요일, 법정공휴일은 자료실만 휴무, 신정, 설날, 추석 당일은 도서관 전체 휴관

### 쪽구름도서관
기본 정보
- 위치: 전북특별자치도 전주시 덕진구 여암2길 9
- 개관일: 2014년 4월

시설현황
- 자료실: 일반자료실, 전자정보실, 아동실, 유아실
- 열람실: 자유열람실
- 부대시설: 강의실, 휴게실, 수유실 등

이용 시간
- 자료실: 화~금요일 09:00~22:00(전자정보실 포함, 아동실 18시까지) 토, 일요일: 09:00~17:00
- 열람실: 3월~수능일: 07:00~23:00(주말, 공휴일 22시까지, 수능일~2월: 08:00~22:00(수능 당일 도서관 10시 개방)

휴관일
매주 월요일, 법정공휴일은 자료실만 휴무, 신정, 설날, 추석 당일은 도서관 전체 휴관

## 완산구

### 완산도서관
기본 정보
- 위치: 전북특별자치도 전주시 완산구 곤지산4길 12
- 개관일: 1949년 12월

시설현황
- 자료실: 종합자료실, 보존자료실, 정기간행물실, 전자정보실, 간행물/신문보존실, 아동실, 다문화자료실
- 열람실: 자유열람실(무료), 연구실(유료)
- 부대시설: 교양교실, 도예교실, 회의실, 강당, 식당/매점 등

이용 시간
- 자료실: 화~금요일: 09:00~22:00(아동실, 전자정보실 포함), 토, 일요일: 09:00~17:00
- 열람실: 3월~수능일: 07:00~23:00(주말, 공휴일 22시까지, 수능일~2월: 08:00~22:00(수능 당일 도서관 10시 개방)

휴관일
매주 월요일, 법정공휴일은 자료실만 휴무, 신정, 설날, 추석 당일은 도서관 전체 휴관

### 삼천도서관
기본 정보
- 위치: 전북특별자치도 전주시 완산구 용리로 107
- 개관일: 2001년 2월

시설현황
- 자료실: 일반자료실, 정기간행물실, 전자정보실, 아동실
- 열람실: 자유열람실(무료), 연구실(유료)
- 부대시설: 교양교실, 휴게실 등

이용 시간
- 자료실: 화~금요일: 09:00~19:00(아동실, 전자정보실은 18시까지), 토, 일요일: 09:00~17:00
- 열람실: 3월~수능일: 07:00~23:00(주말, 공휴일 22시까지, 수능일~2월: 08:00~22:00(수능 당일 도서관 10시 개방)

휴관일
매주 월요일, 법정공휴일은 자료실만 휴무, 신정, 설날, 추석 당일은 도서관 전체 휴관

### 서신도서관
기본 정보
- 위치: 전북특별자치도 전주시 완산구 서신천변14길 10
- 개관일: 2008년 12월 2일

시설현황
- 자료실: 일반자료실, 전자정보실, 정기간행물실, 아동실, 유아실
- 열람실: 종합열람실, 자유열람실
- 부대시설: 회의실, 식당/매점, 휴게실, 데크

이용 시간
- 자료실: 화~금요일: 09:00~19:00(아동실, 전자정보실은 18시까지), 토, 일요일: 09:00~17:00
- 열람실: 3월~수능일: 07:00~23:00(주말, 공휴일 22시까지, 수능일~2월: 08:00~22:00(수능 당일 도서관 10시 개방)

휴관일
매주 월요일, 법정공휴일은 자료실만 휴무, 신정, 설날, 추석 당일은 도서관 전체 휴관

### 평화도서관
기본 정보
- 위치: 전북특별자치도 전주시 완산구 평화14길 27-51
- 개관일: 2011년 9월 27일

시설현황
- 자료실: 종합자료실, 어린이실, 노트북실, 시각장애인실
- 열람실: 열람실 1, 2
- 부대시설: 세미나실, 회의실, 강당, 식당/매점, 사물함, 휴게실 등

이용 시간
- 자료실: 화~금요일: 09:00~19:00(아동실, 전자정보실은 18시까지), 토, 일요일: 09:00~17:00
- 열람실: 3월~수능일: 07:00~23:00(주말, 공휴일 22시까지, 수능일~2월: 08:00~22:00(수능 당일 도서관 10시 개방)

휴관일
매주 월요일, 법정공휴일은 자료실만 휴무, 신정, 설날, 추석 당일은 도서관 전체 휴관

### 효자도서관
기본 정보

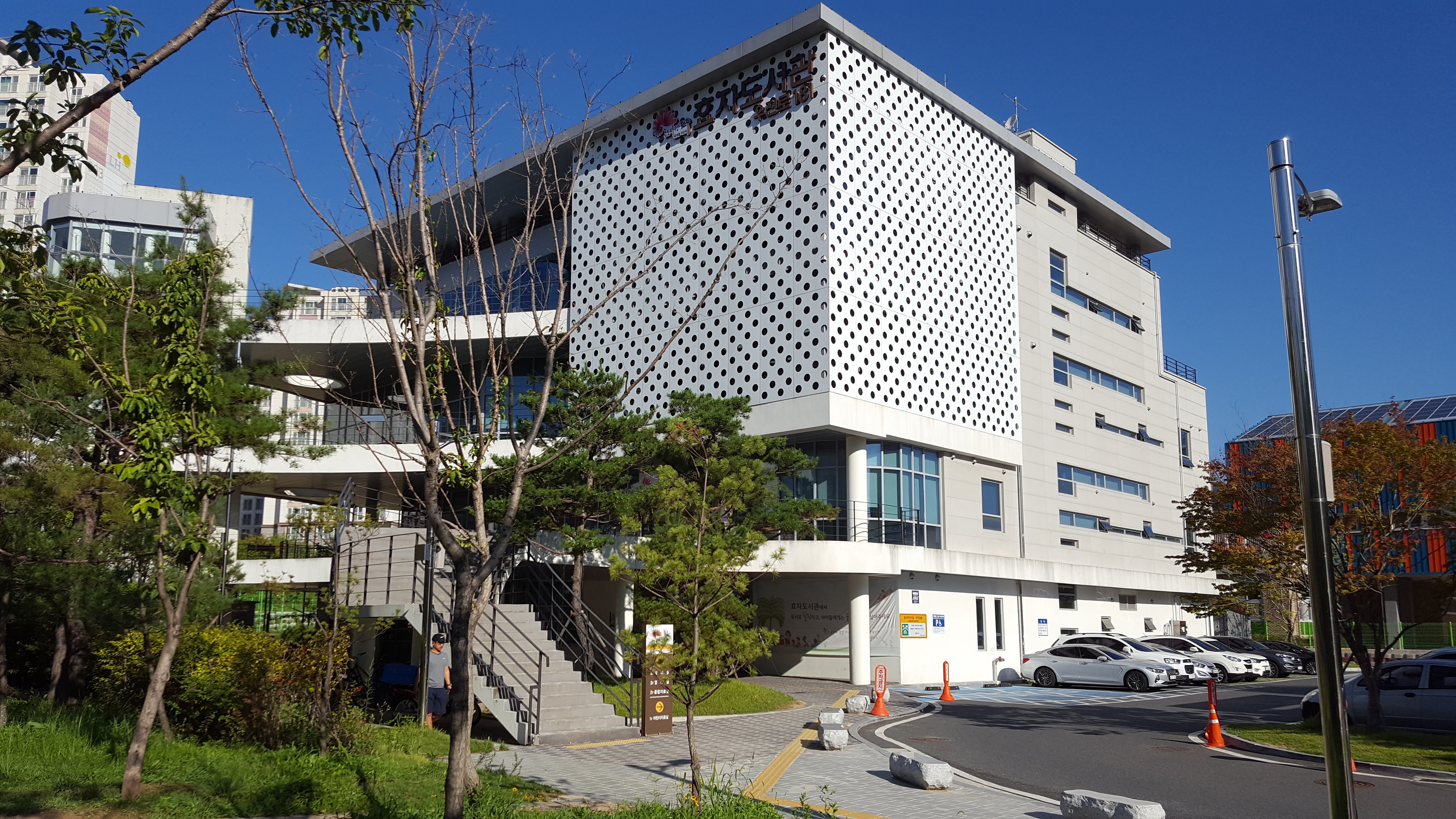
전주시립효자도서관

- 위치: 전북특별자치도 전주시 완산구 우전로 181
- 개관일: 2016년 8월

시설현황
- 자료실: 어린이자료실, 종합자료실, 전자정보실
- 열람실: 열람실 1~3
- 부대시설: 어린이강의실, 문화강의실, 다목적실, 세미나실, 수유실, 휴게실 등

이용 시간
- 자료실: 화~금요일: 09:00~19:00(아동실, 전자정보실은 18시까지), 토, 일요일: 09:00~17:00
- 열람실: 3월~수능일: 07:00~23:00(주말, 공휴일 22시까지, 수능일~2월: 08:00~22:00(수능 당일 도서관 10시 개방)

휴관일
매주 월요일, 법정공휴일은 자료실만 휴무, 신정, 설날, 추석 당일은 도서관 전체 휴관

### 전주시립도서관 꽃심
기본 정보
- 위치: 전북특별자치도 전주시 완산구 백제대로 306
- 개관일: 2019년 12월

이용 시간
- 자료실(종합, 어린이), 우주로1216: 화~금요일: 09:00~22:00, 토, 일요일: 09:00~17:00

휴관일
매주 월요일, 법정공휴일, 관장이 필요하다고 인정되는 경우